# Stade de la Montée-Rouge
Le stade de la Montée-Rouge est le principal stade de football de la ville de Châtellerault, située dans le département de la Vienne .
Il accueille les matchs à domicile du Stade Olympique Châtelleraudais depuis 1959.

## Histoire
Le stade est inauguré le 11 mai 1947. Il appartient au  ministère des Armées et s'appelle à l'époque le stade de la Manufacture. Le jour de l'inauguration, devant cinq mille spectateurs, l'athlète châtelleraudais Georges Gaillot bat le record de France des 20 km en 1 h 06 min. Les sections d'athlétisme et football du club omnisports de la Manufacture d'armes de Châtellerault, le CSAD Châtellerault, y évoluent alors. C'est un stade fait « en perruque » par les ouvriers de la MAC pendant des périodes creuses. Il était connu pour sa piste en cendrée qui mesurait très exactement 400 m.
Le Stade Olympique Châtelleraudais, principal club de football de la ville Châtellerault quitte son ancien et fameux stade voisin de Luna Park, théâtre de ses premiers exploits sportifs, pour évoluer au stade de la Montée-Rouge, plus grand et plus moderne, à partir de septembre 1959. Le stade de la Manufacture est mis à la disposition du  SOC par le directeur de l'établissement national, M. Brisorgueil.

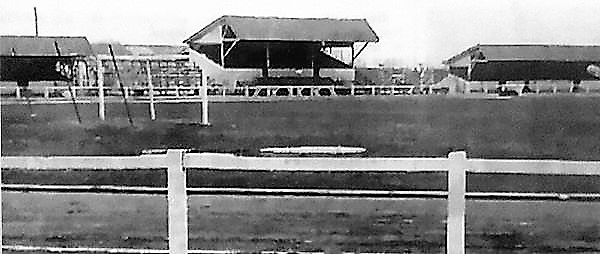
Le stade de la Montée Rouge dans les années 50 et 60 avec ses tribunes en bois et sa piste d'athlétisme.

En décembre 1968, 3 928 spectateurs assistent à la rencontre entre le  SO Châtellerault et le Stade Poitevin PEPP en Championnat de France amateur (CFA).
L'éclairage artificiel est installé en novembre 1973.
La tribune d'Honneur est refaite.
Le stade qui appartenait encore au Ministère de la Défense  et qui était alors administré par la Gendarmerie nationale pour ses élèves de l'École de sous-officiers de la Gendarmerie nationale locale est racheté par ville de Châtellerault au milieu des années 1980.
Le record d'affluence à la Montée Rouge est établi le 28 février 1984 lors de la rencontre entre le Tours FC et l' UES Montmorillon en Coupe de France où 4 168 spectateurs se sont déplacés.
En 1987, lors de la montée du Stade olympique de Châtellerault en Deuxième Division, aujourd'hui Championnat de France de football de Ligue 2, les tribunes en bois, latérales à la tribune d'honneur, et celles faisant face à cette dernière sont supprimées et remplacées par les nouvelles tribunes latérales A et B. Le terrain est ceinturé d'un grillage de protection d'une hauteur de 2,20 m pour des mesures de sécurité. Le stade disposait alors de 8 033 places avec l'installation de tribunes démontables en plus des pesages.
Le 19 mars 1994, lors du quart de finale de coupe de France entre le SOC et le Racing CF, un nouveau record d'affluence est établi (3238 spectateurs) après celui enregistré lors du quart de finale de Coupe de France de football 1987-1988 entre le SOC et le Stade de Reims.
Treize ans plus tard, en 2007, toujours en Coupe de France, 4 000 spectateurs   assistent aux 32è de finale, entre le club châtelleraudais, alors en National (D3) et le Toulouse FC qui finira 3è du championnat de Ligue 1 (D1) en cette  saison 2006/2007 et participer ensuite à la Ligue des champions.
En 2008, la piste d'athlétisme est à son tour supprimée et la pelouse est refaite. Les spectateurs se retrouvent ainsi plus proches du terrain.
Depuis septembre 2014, dans le cadre des festivités du centenaire du club, les tribunes A et B portent le nom de Jacques Laville et René Wittersheim.
Dans un rapport de visite de la FFF en date du 11 avril 2019, la capacité d'accueil du stade est aujourd’hui de 4 800 places dont 1 610 assises en tribunes.

Le 28 novembre 2021, l'US Chauvigny, club amateur de la Vienne évoluant en National 3 y élimine, lors du 8è tour de Coupe de France
, les professionnels du Havre AC évoluant en Ligue 2 aux pénaltys (0-0, 4-3 TAB) devant près de 3 000 spectateurs.

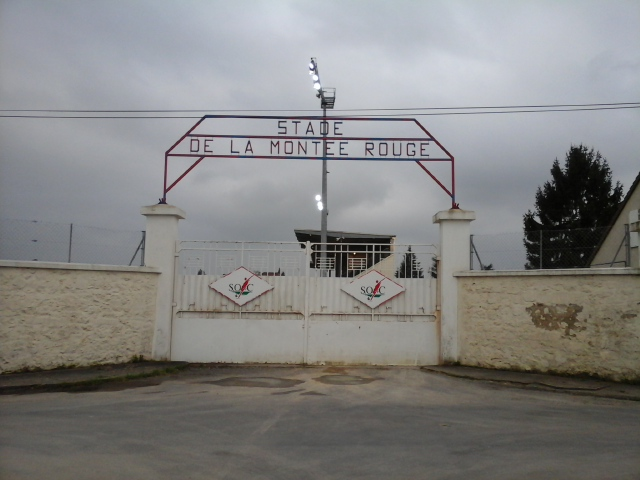
Entrée du stade de la Montée Rouge de Châtellerault en 2016.
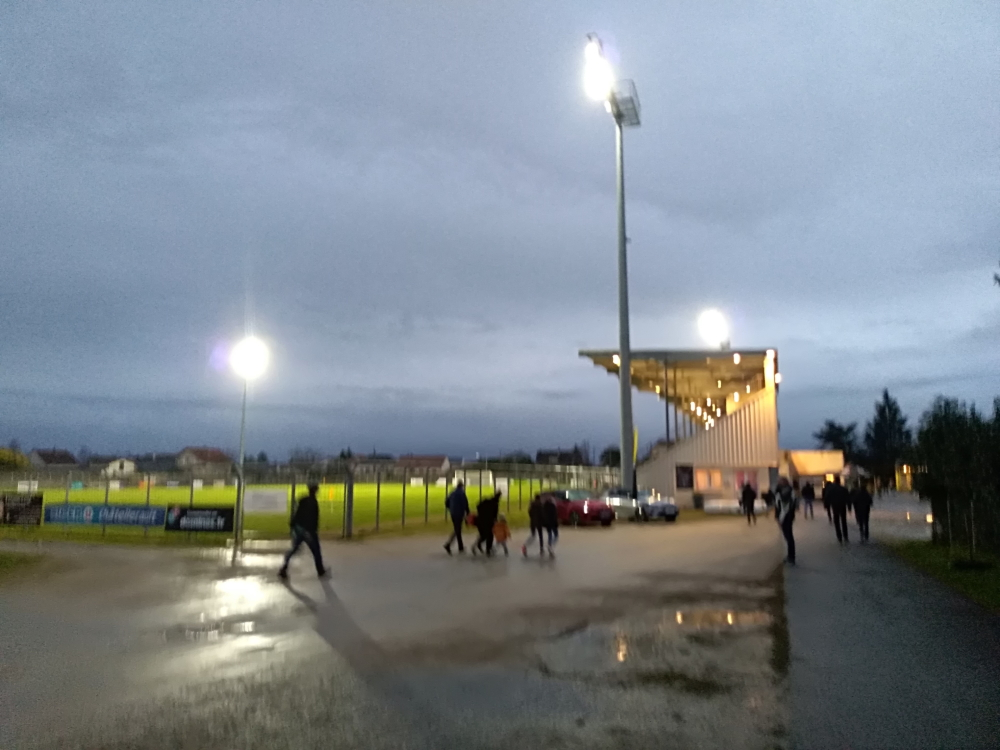
Soir de match au stade de la Montée Rouge en 2020.
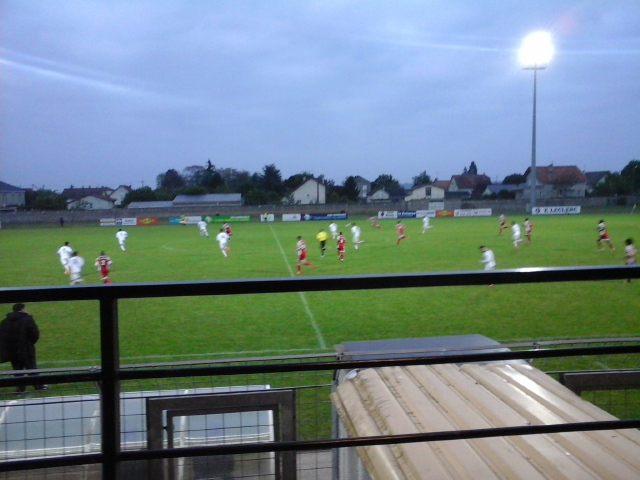
Match du Stade Olympique Châtelleraudais.